# Omnia Platonis Opera
El libro Omnia Platonis Opera recoge la obra completa de Platón escrita en griego, publicada en 1513. Se trata de la editio princeps, editada por Aldo Manucio y  dedicada a León X, con un prefacio del impresor –ya que Manucio hacía todos los preámbulos de las obras que editaba y/o imprimía– y en el que compara las miserias de la guerra con la vida del estudiante.

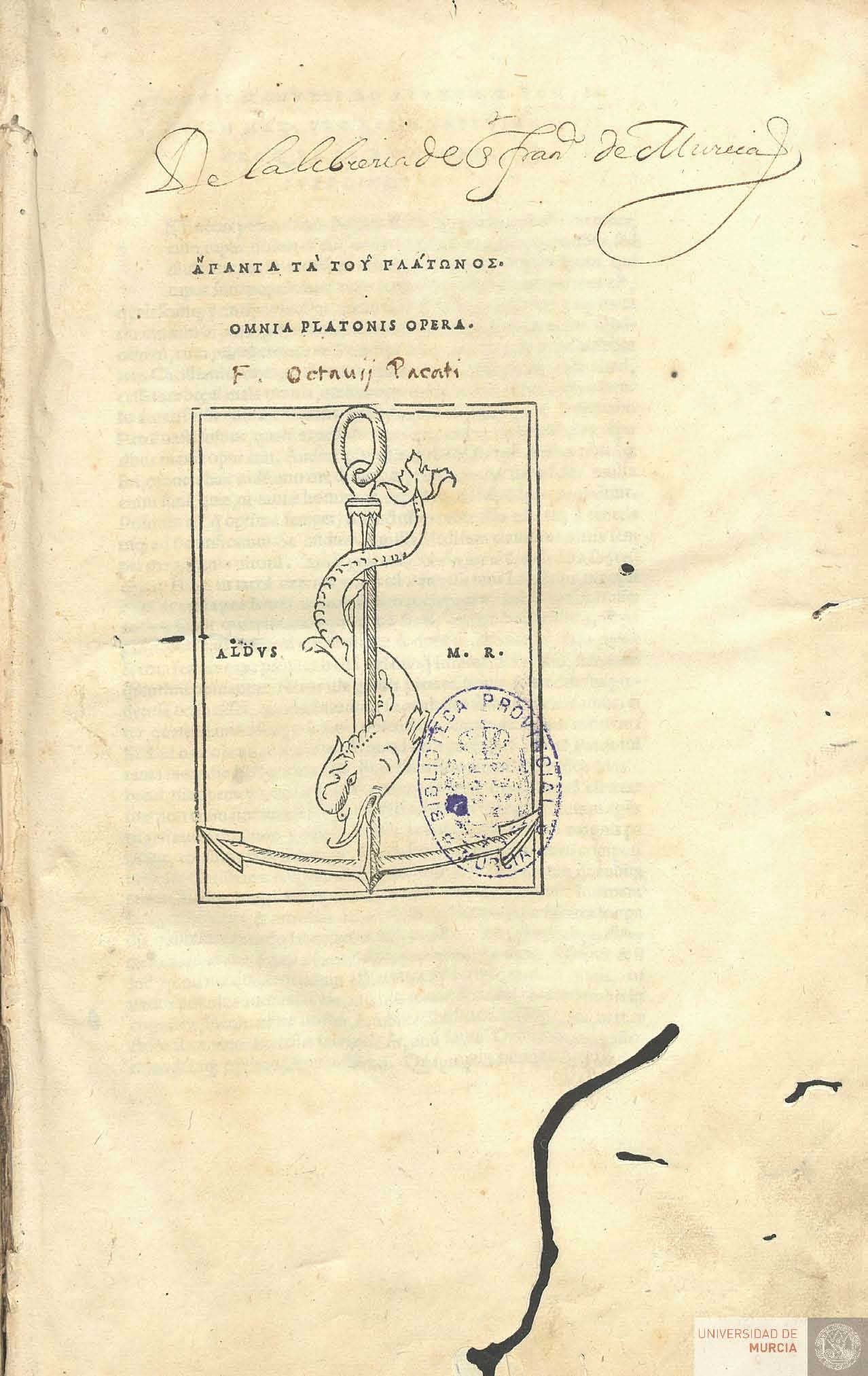
Portada del libro Omnia Platonis Opera

## Disponibilidad
Se encuentra digitalizado y en acceso libre y gratuito en la Biblioteca Digital Floridablanca, y proviene del Fondo Antiguo de la Biblioteca de la Universidad de Murcia, que cuenta entre sus fondos con una importante colección de libros impresos en los siglos XV (incunables), XVI, XVII, XVIII y XIX.
De esta edición solo existen dos ejemplares más en España: uno en la Universidad Complutense de Madrid y otro en la Biblioteca Nacional de España.

## Influencias
Esta obra es la primera edición en griego de la obra de Platón, hasta entonces solo se disponía de la versión latina de Marsilio Ficino (1484).
Pero, a partir de entonces la edición de Manuzio,  fue el texto consultado,  durante más de trescientos años y una de las producciones más importantes de la tipografía aldina.

## Enlaces relacionados
El libro Ommnia Platonis opera a texto completo en la Biblioteca Digital Floridablanca 
Artículo de Miguel E. Pérez Molina 
- Datos: Q20018091
- Multimedia: Omnia Platonis Opera editio princeps / Q20018091